# Vakup
Vakup (cyr. Вакуп) – wieś w Serbii, w okręgu niszawskim, w gminie Aleksinac. W 2011 roku liczyła 834 mieszkańców.